# 韦斯利·克拉克
韦斯利·坎内·克拉克（Wesley Kanne Clark，1944年12月23日—），美国退役四星上将，曾参与2004年美国总统选举民主党内初选。